# Ștefan Bănulescu

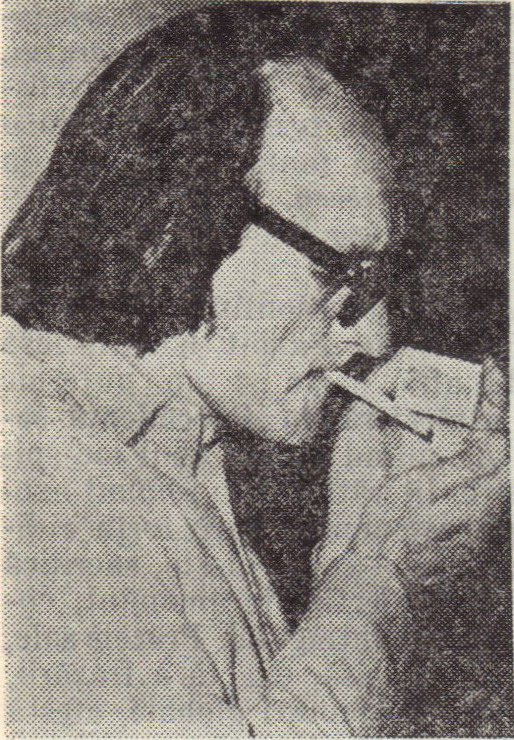
Ștefan Bănulescu

Ștefan Bănulescu (ur. 8 września 1926 r. w Făcăeni, okręg Jałomica, zm. 25 maja 1998) – rumuński pisarz, twórca oryginalnej bałkańskiej wersji realizmu symbolicznego, wywodzącego się z prozy latynoamerykańskiej.